# وزارة الشؤون الداخلية (صربيا)
وزارة الشؤون الداخلية في جُمهورية صربيا (بالصربية: Mинистарство унутрашњих послова)‏، هي وزارة الداخلية في حكومة صربيا.
تُعد الوزارة مسؤولة عن أجهزة الشرطة المحلية والوطنية وفروعها في كافة البلديات والمُقاطعات في جميع أنحاء البلاد. وتشمل مهامها الأساسية : منع الجريمة، والقبض الجنائي، والتحقيق، والجمارك ومُراقبة الحدود، ومُكافحة الإرهاب، ومُكافحة الفساد، ومكافحة تجارة المخدرات، والإغاثة في حالات الكوارث. كما أن الوزارة مسؤولة عن إصدار جوازات السفر وبطاقات الهُوية الشخصية للمواطنين.

## روابط خارجية
- الموقع الرسمي
 باللغة الصربية